# Katie Hall
Katie Beatrice Hall, född 3 april 1938 i Mound Bayou, Mississippi, död 20 februari 2012 i Gary, Indiana, var en amerikansk demokratisk politiker. Hon var ledamot av USA:s representanthus som företrädare från Indiana 1982-1985.
Hon avlade sin grundexamen vid Mississippi Valley State University och sin master vid University of Indiana. Hon var ledamot av Indiana House of Representatives, underhuset i delstatens lagstiftande församling, 1974-1976. Därefter var hon ledamot av delstatens senat 1976-1982.
Hon valdes till representanthuset i ett fyllnadsval efter att Adam Benjamin avlidit. Hon förlorade demokraternas primärval inför 1984 års kongressval till Pete Visclosky.
Hon befanns 2002 skyldig till bedrägeri och dömdes till husarrest. Hennes dotter Junifer Hall fick ett 16 månader långt fängelsestraff i samma härva.